# Marrukinische Sprache
Die marrukinische Sprache wurde im antiken Italien von den Marrukinern gesprochen, die an der Küste der Abruzzen siedelten. Sie gehört zur nordoskischen Gruppe der italischen Sprachen und ist eng mit der vestinischen Sprache verwandt.

## Überlieferung
Wie für die vestinische Sprache sind nur sechs Texte überliefert. Alle diese überlieferten Texte sind im lateinischen Alphabet geschrieben.
Der wichtigste Beleg der marrukinischen Sprache ist eine Bronzetafel aus dem 3. Jahrhundert v. Chr. Diese wurde in der heutigen Stadt Rapino entdeckt, ist später jedoch in den Wirren des Zweiten Weltkriegs verloren gegangen. Obwohl sich die Deutung der Inschrift schwierig gestaltet, ist die Sprache ganz klar als italisch zu identifizieren.
Daneben sind fünf kurze Inschriften bekannt: zwei Bauinschriften (eine aus Chieti und eine aus Tocco da Casauria) und drei Grabschriften (zwei aus Serramonacesca und eine aus Chieti).